# Mubende
Mubende – miasto w Ugandzie, stolica dystryktu Mubende.